# مدينة بينغياو القديمة
مدينة بينغياو القديمة هي نموذج بارز كمدينة قديمة لقومية هان الصينية في عصور أسرتي مينغ وتشينغ، تقع مدينة بينغياو في قلب مقاطعة شانشي على مسافة 70 كيلومترا من حاضرة المقاطعة- مدينة تاييوان. تحتفظ المدينة بكل ما تتميز به المدن الصينية، وهي بمثابة سلسلة كاملة من الرسوم التي تعرض ما كان عليه المجتمع الصيني في ذلك الوقت من الأوضاع الثقافية والاجتماعية والسياسية و الاقتصادية، والتطور الديني. جاء في حيثيات قرار لجنة التراث الثقافي العالمي التابعة لمنظمة الأمم المتحدة للتربية والعلوم والثقافة (اليونسكو) إدراج مدينة بينغياو في قائمة التراث الثقافي العالمي.